# Наги, Станислав Казимеж
Станислав Казимеж Наги (пол. Stanisław Kazimierz Nagy; 30 сентября 1921, Старый Берунь — 5 июня 2013, Краков) — польский кардинал, крупный католический богослов. Титулярный архиепископ Холара с 7 по 21 октября 2003. Кардинал-дьякон с титулярной диаконией Санта-Мария-делла-Скала с 21 октября 2003.